# Castrezzato
Castrezzato est une commune italienne de la province de Brescia dans la région Lombardie en Italie.

## Administration
| Période                                  | Période | Identité | Étiquette | Qualité |
| ---------------------------------------- | ------- | -------- | --------- | ------- |
|                                          |         |          |           |         |
| Les données manquantes sont à compléter. |         |          |           |         |

### Hameaux
Campagna, Bargnana, Monticelle

### Communes limitrophes
Castelcovati, Chiari, Coccaglio, Comezzano-Cizzago, Rovato, Trenzano